# Ramon Picart i Felip
Ramon Picart i Felip (Sant Martí de Maldà, l'Urgell, 1873 - Sabadell, Vallès Occidental, 4 de setembre 1951) fou un teòric tèxtil i polític català.
Fill de Martí Picart d'Antònia Felip, als 10 mesos va quedar orfe de pare i el 1880 es va traslladar amb la mare a viure a Sabadell. El 1886 va començar a fer d'aprenent a l'escriptori de la fàbrica de Can Quadres, on la mare treballava d'obrera tèxtil. El 1902 va passar a ser el gerent de la Sociedad Anónima Sucesores de Cuadras y Prim fins que es va jubilar. El 1940, en el qual es va celebrar el centenari de l'empresa, va rebre un important reconeixement de diferents estaments de treballadors de l'empresa.
Al llarg de la vida, va formar part de nombroses organitzacions econòmiques i professionals sabadellenques. Va ser president del Gremi de Fabricants (1932-1936), de la Mútua Sabadellenca d'Accidents i Malalties (1930-1936 i 1939), de la Unió Industrial (1914-1917) i del Consell d'Administració del Diari de Sabadell durant la dècada dels anys 1920. Va participar activament en el món associatiu local. Així, va representar el Gremi de Fabricants en el Patronat de l'Escola Industrial d'Arts i Oficis de Sabadell, va exercir de president de l'Acadèmia Catòlica de Sabadell (1930-1932) i fou membre de la Joventut Catòlica, cap de la Junta de la Biblioteca Sardà i Salvany i primer president de la Schola Cantorum (1916).
Pel que fa al vessant polític, va començar sent regidor de l'Ajuntament de Sabadell el 1909, tot i que els fets de la Setmana Tràgica el juliol d'aquell any van obligar-lo a fugir de la ciutat. També fou diputat provincial pel districte de Terrassa-Sabadell (Diputació de Barcelona) en les darreres eleccions a la Mancomunitat del 1921. El 1923 va ser el màxim dirigent del Centre Català i posteriorment d'Acció Catalana de Sabadell. Passà la Guerra Civil amagat a Barcelona.